# 以色列—巴拉圭关系
以色列-巴拉圭关系（希伯來語：‎）是指以色列和巴拉圭历史上与现代的双边关系。两国于20世纪中叶建立了全面的外交关系，在2018年之前，双方都有驻对方的大使馆。

## 历史
1947年，巴拉圭是投票支持联合国巴勒斯坦分治计划的33个国家之一，有效地为以色列的建立铺平了道路。两国于1949年建立正式外交关系。
由于预算削减，以色列驻亚松森的大使馆在2002年裁撤，尽管以色列的法律专业人士声称这是出于宗教原因。但是大使馆于2015年重新开启。2005年，同样由于预算限制，巴拉圭驻梅瓦塞雷特锡安领事馆关闭，但是于2013年在海尔兹利亚开设了一个新的名誉领事馆。
2018年5月21日，巴拉圭总统奥拉西奥·卡特斯宣布，巴拉圭大使馆迁往耶路撒冷，成为继美国和危地马拉之后，世界上第三个承认耶路撒冷为以色列外交首都的国家。以色列总理内塔尼亚胡对此表示赞赏。在交接当天，他出席了开幕式，并在那里表达了两国之间永恒的友谊。2018年9月，卡特斯的继任者马里奥·阿夫多·贝尼特斯撤回了这一决定，巴拉圭外交部长路易斯·卡斯蒂廖尼说:“巴拉圭希望为加强地区外交努力，在中东实现广泛、公正和持久的和平作出贡献。”对此，以色列随后关闭了驻巴拉圭大使馆，并取消派遣一个旨在帮助巴拉圭经济发展的代表团。2023年5月，在巴拉圭总统大选中胜出的聖地牙哥·培尼亞表示，将会把巴拉圭大使馆重新迁往耶路撒冷。而以色列政府随后也表示将会重开驻巴拉圭大使馆。

## 国际援助
2016年1月，以色列向巴拉圭提供援助，帮助巴拉圭应对导致约10万人流离失所的特大洪水。2016年6月，耐特菲姆公司通过以色列驻亚松森大使馆向巴拉圭派遣了先进的滴灌系统，帮助该国应对干旱。

## 贸易关系
2014年，以色列对巴拉圭的出口总额为669万美元，主要是电子产品和矿产。同年，巴拉圭对以色列的出口总额为1.45亿美元，几乎完全是冷冻肉和大豆。
2005年，以色列对巴拉圭的出口总额为250万美元，两国签署了相互出口协议，规定两国将帮助增加相互贸易。2010年，以色列和巴拉圭同意开展农业合作，并签署了海关协定。
2015年，有报道称巴拉圭陆军从以色列武器工业公司购买了一批内盖夫轻机枪。

## 高层互访
- 2005年11月，巴拉圭副总统路易斯·卡斯蒂廖尼对以色列进行正式访问。[2]
- 2013年11月，巴拉圭工商部部长古斯塔沃·莱特作为时任以色列经济部长纳夫塔利·贝内特的客人访问以色列并参加WATEC水技术会议。[18]
- 2016年7月，卡特斯总统正式访问以色列，这是巴拉圭总统首次正式访问以色列。除其他事项外，他还签署了一项谅解备忘录，根据该备忘录，以色列将在技术上援助巴拉圭。[19]